# 施韋瑙巴赫河
47°44′06″N 11°55′50″E / 47.73497°N 11.93052°E

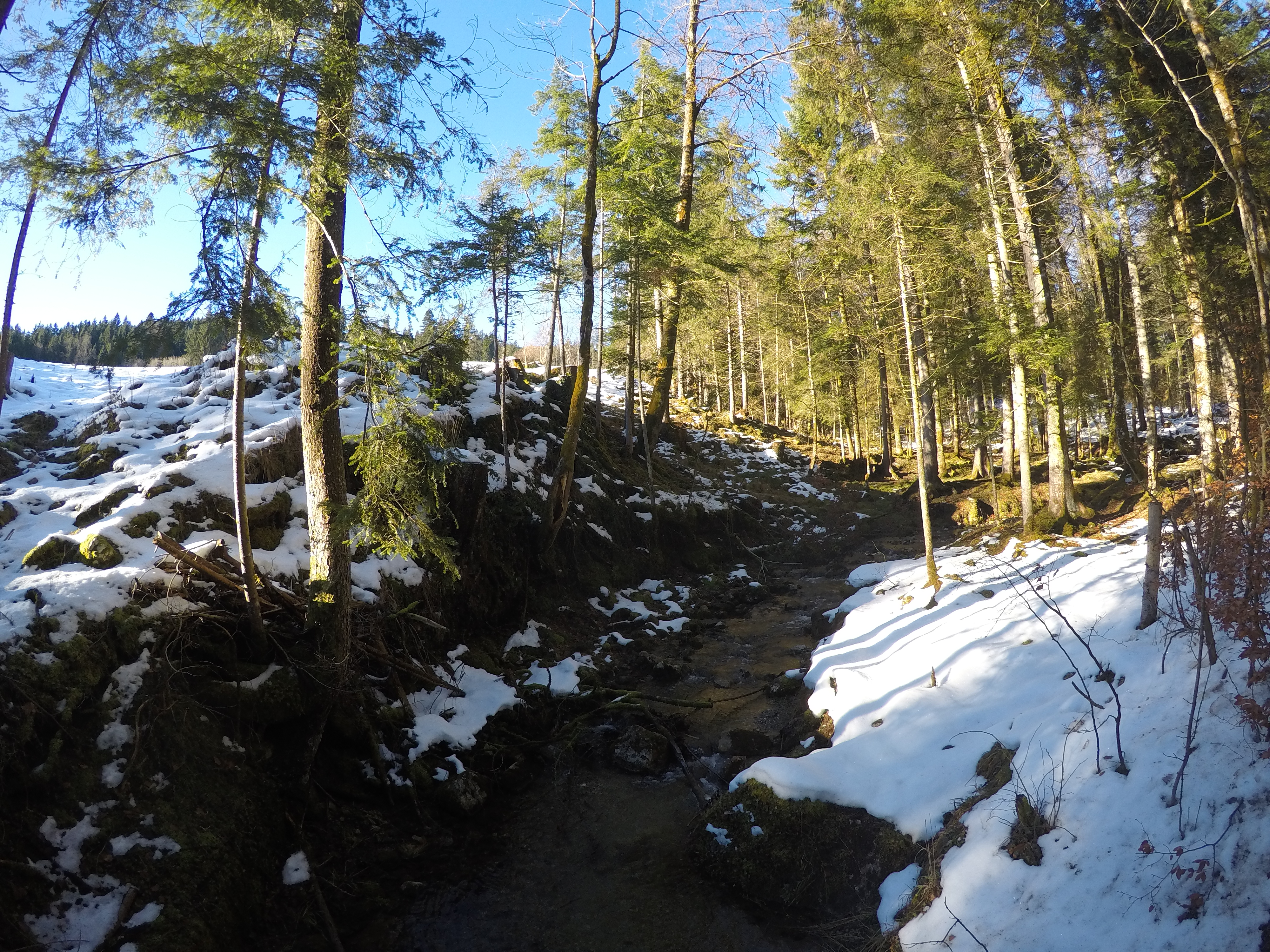

施韋瑙巴赫河是德國的河流，位於該國東南部，由巴伐利亞負責管轄，屬於萊茨阿赫河的支流，河道全長3.2公里，流域面積2.9平方公里。